# Laoise Murray
Laoise Murray (Dublino, 24 agosto 1996) è un'attrice irlandese, conosciuta per aver interpretato nel 2010 il ruolo della giovane Elisabetta I d'Inghilterra nella serie televisiva britannica, originariamente trasmessa dal canale Showtimes, I Tudors.

## Filmografia
| Anno | Titolo   | Ruolo                  | Note                          |
| ---- | -------- | ---------------------- | ----------------------------- |
| 2010 | I Tudors | Principessa Elisabetta | Serie televisiva (10 episodi) |
| 2011 | Merlin   | Salvia                 | Serie televisiva (13 episodi) |